# Хименолепијаза
Хименолепијаза је заразна болест, коју узрокују пантљичаре Hymenolepis nana и Hymenolepis diminuta. Ове пантљичаре се могу наћи у тропским пределима. Инсекти ингестирају (уносе у организам) јајашца ових паразита и у њима оне сазревају до форме цистицеркоида (стадијум ларве). Човек и животиње се инфестирају храном коју су инсекти контаминирали или је пут преношења фекоорални. У човечјем организму узрочници сазревају, па инфекција може трајати годинама. Одрасле јединке продукују на стотине јаја.

## Клиничка слика
Инфестација најчешће пролази асимптоматски. Симптоми се јављају код тежих инфекција и укључују: дијареју, бол у трбуху, свраб око ануса, нервозу, губитак апетита и губитак телесне тежине. Ређе се могу јавити и мучнина, повраћање, крваве столице, уртикарија (копривњача), главобоље, вртоглавице и поремећаји понашања. Некада се може јавити дехидрација код дуготрајних пролива.

## Дијагноза и лечење
Дијагноза се поставља на основу анамнезе, клиничке слике, налаза јајашаца и узрочника у столици.
У терапији се углавном користи лек празиквантел, који се примењује у једној дози.